# Nikolaj Nikolaevič Rjumin
Nikolaj Nikolaevič Rjumin (in russo Николай Николаевич Рюмин?; Mosca, 5 settembre 1908 – Omsk, 17 novembre 1942) è stato uno scacchista sovietico.
Tre volte campione di Mosca (1931, 1933 e 1934), il suo miglior risultato fu il secondo posto, a soli 23 anni, nel campionato sovietico a Mosca nel 1931. Il vincitore Michail Botvinnik disse di lui: «un degno avversario, corretto, dal gioco imprevedibile e complicato ma efficace, uno dei migliori maestri della nuova generazione».
Nel torneo internazionale di Leningrado 1934 fu 2º a pari merito con Pëtr Romanovskij, a mezzo punto dal vincitore Botvinnik, davanti a nove maestri, tra cui Max Euwe, che l'anno successivo vincerà il match di campionato del mondo contro Alechin.
Nel fortissimo torneo di Mosca 1935 (vinto alla pari da Salo Flohr e Botvinnik) si classificò dodicesimo su venti concorrenti (+7 –7 =5). Si prese la grande soddisfazione di vincere con il grande José Raúl Capablanca.
Nel 1937 cominciò ad avere seri problemi di salute e morì di tubercolosi a Omsk, in Siberia, dove si era trasferito assieme a molti russi per sfuggire alla guerra, a soli 34 anni nel 1942.
È ricordato per una variante della difesa ovest-indiana che porta il suo nome:

1. d4 Cf6 2. c4 e6 3. Cf3 b6 4. g3 Ab7 5. Ag2 Ab4+ 6. Ad2 Ae7
Jurij Averbach, nel suo libro Averbach's Selected Games, ricorda di averlo conosciuto all'inizio della sua carriera e Rjumin gli disse: «Se vuoi diventare un maestro, devi imparare a saper perdere, devi imparare a sopportare una sconfitta, in modo tale da poter giocare la partita successiva come se niente fosse successo!»

## Partite notevoli
- Lisicyn - Rjumin, Campionato URSS 1931[2];
- Rjumin - Euwe, Leningrado 1934[3];
- Rjumin - Rabinovič, Leningardo 1934[4];
- Rjumin - Capablanca, Mosca 1935[5];
- Rjumin - Bohatyrčuk, Mosca 1935[6];
- Rjumin - Kan, Mosca 1936[7];
- Rjumin - Alatorcev, Mosca 1938[8];